# Nordic Crime
Nordic Crime är en teaterpjäs skriven av Mattias Andersson som uruppfördes den 8 september 2022.

## Handling
Handlingen bygger på sex kända tv-poliser som kastas in på teaterscenen och ställs inför ett antal autentiska rättsfall. Skådespelarnas agerande är starkt influerat av svenska välkända kriminalserier, språkmässigt såväl som i den visuella framtoningen, bestående av en scen med stolar och bord, utspridda till synes slarvigt för att föreställa omväxlande ett konferensrum och ett fikarum på någon icke nämnd polisstation. De autentistiska rättsfallen utgör den dokumentära grunden kring vilket ämnen som människan, livet samt förlåtelse och försoning knyts ihop när en av rollfigurerna ser sig själv som ung pojke. 

## Uppsättning
Pjäsen uruppfördes den 8 september 2022. på Dramaten i Stockholm och spelades fram till 28 december 2022.   

## Medverkande urpremiären Dramaten (urval)
- Krister Henriksson
- Rebecka Hemse
- Jakob Eklund
- Nemanja Stojanovic
- Nina Zanjani
- Sam Herrgård
- Ellie Aho
- William Nyrén
- Paterne Irumva

## Mottagande

### Kritisk respons
Nordic Crime fick främst positiva recensioner. 
1. "En briljant studie i brott" - Jenny Teleman, Sveriges Radio[5]
2. "”Nordic crime” visar den fullkomliga maktlösheten i en störtvåg av våld och brott" - Ingegärd Waaranperä, [6]
3. "Behärskat brutalt om brott och moral" -  Lars Ring, SvD[7]
4. "Kräver denna pjäs en brottsutredning? Småkul, inte mer, på Dramaten med Mattias Anderssons Nordic crime" - Cecilia Djurberg[8]
5. "Ska Wallander eller Beck handla mjölken?" -Valerie Kyeyune Backström [9]

## Teaterproduktion
- Regi: Mattias Andersson
- Scenografi: Ulla Kassius
- Dramaturg: Jacob Hirdwall
- Research: Dennis Martinsson (doktor i straffrätt vid Stockholms universitet)